# Lễ cưới (người Mạ)
Lễ cưới Mạ là một nghi lễ của đồng bào dân tộc Mạ, Tây Nguyên.

## Tổ chức
Trong ngày cưới, quan trọng nhất là khi đưa cô dâu về nhà chồng, cô dâu trên vai mang theo gùi hạnh phúc đến cho nhà trai; cùng đi có chú rể, tóc giắt lông chim Rling và đông đảo bà con, họ hàng nhà gái. Khi đến cổng nhà chú rể, đoàn nhà gái dừng lại, dàn chiên tấu lên một điệu chiêng vui Họ nhà gái chúng tôi đã tới nhà trai có vui vẻ sẵn sàng đón chúng tôi chưa. Lúc đó nhà trai cũng vui vẻ trả lời bằng một điệu chiêng. Khi tiếng chiêng chào hỏi vừa dứt, người mẹ chú rể nhanh nhẹn ra đón con dâu và dắt cô dâu vào nhà, hướng dẫn cho cô dâu để gùi củi trong góc bếp của gia đình. Sau đó bà mẹ ra lại cổng dắt cô dâu, chú rể cùng họ hàng nhà gái vào nhà chào họ hàng rồi tập trung trước bàn thờ tổ tiên, đại diện nhà trai, già làng khui chóe rượu cần, cắt tiết một con gà để làm lễ cầu Giàng và khấn: 
Lạy Yàng, lạy các thần linh, xin mời các thần về chứng giám và phù hộ sức khỏe cho đôi trai gái mới cưới, cho họ có đủ cái ăn, có nhiều sức khỏe, có con nối dõi, sống hạnh phúc bên nhau trọn đời
Tiếp đó, già làng làm tượng trưng bôi tiết gà lên bàn thờ, trán cô dâu, chú rể, vẩy bột nghệ, bột tấm gạo chúc phúc cho cô dâu, chú rể và mọi người mong ai cũng được hạnh phúc, làm ăn thịnh vượng. Sau đó, người cậu thay mặt cho bố mẹ chú rể lần lượt đưa cho chú rể một nắm cơm kèm theo một chén rượu để chú rể uống một nửa rồi lại đưa cho cô dâu uống một nửa, thay lời hứa hẹn sung sướng cùng hưởng, khó khăn cùng chia sẻ với sự chứng kiến của đông đảo dân làng, nghi lễ này được lặp lại 6 lần. Lễ trao vòng được thực hiện. Sau lễ trao vòng, đại diện nhà trai trân trọng gửi tặng đại diện nhà gái một tấm choàng đẹp và nhiều vòng đeo hạt cườm, đồng thời người cậu hướng dẫn để cô dâu, chú rể quỳ gối, đối mặt với nhau, bố và mẹ chú rể cùng đắp lên người họ một tấm chăn, đại diện hai họ nhẹ nhàng đẩy hai mái đầu cụm lại 7 lần, tượng trưng cho tình yêu mãi đẹp và luôn tâm đầu hợp ý.

## Kết thúc nghi lễ
Mọi người cùng chúc phúc cho đôi trai gái, rồi nhà trai trao vòng cho họ nhà gái, mong hai họ từ đây có mối quan hệ tốt đẹp, đoàn kết, thông cảm. Sau phần trao vòng, bà con hai bên nhà trai, nhà gái cùng khách dự lễ cưới cùng thưởng thức rượu cần, các chàng trai, cô gái ở hai họ cùng vui chung một điệu múa, thể hiện lời ca trong tiếng kèn, tiếng chiêng rộn rã, sôi động. Đêm hôm sau, cặp vợ chồng mới cưới ăn ở với nhau và các cuộc liên hoan, sinh hoạt văn hóa ở buôn làng vẫn tiếp tục trong một vài ngày tiếp theo.

## Ngày nay
Trước đây, hôn lễ của người Mạ biểu hiện khá phức tạp, nhiều hủ tục, sự đòi hỏi của hồi môn quá lớn, đã làm cho nhiều đôi trai gái yêu nhau tha thiết phải chờ đợi mỏi mòn hoặc phải đành chia tay, thêm vào đó là nạn ăn uống linh đình trong nhiều ngày đã làm cho các gia đình hao tốn khá nhiều tiền của.
Ngày nay trong quá trình giao lưu văn hóa giữa các vùng, các dân tộc, qua các phương tiện thông tin đại chúng, Nên hôn lễ ở các vùng người Mạ được tiến hành đơn giản nhưng vẫn giữ những nét riêng về nghi thức truyền thống và sự vui vẻ, đồng cảm, mang đậm sắc thái cộng đồng.